# .ma
Pour les articles homonymes, voir MA.
.ma est le domaine de premier niveau national réservé au Maroc. Il est géré par l'Agence nationale de réglementation des télécommunications (ANRT).
المغرب. (almaghrib, punycode: .xn--mgbc0a9azcg) est sa version internationalisée.

## Histoire
En 1993, l'organisme Internet Assigned Numbers Authority (IANA) approuve une demande de délégation du domaine « .ma » au profit du service informatique de l'École Mohammadia d'Ingénieurs. En 1995, l'opérateur historique Maroc Telecom prend en charge la gestion technique et juridique du domaine « .ma ».
Le 12 mai 2006, l'Agence nationale de réglementation des télécommunications (ANRT) devient le registraire officiel pour le domaine « .ma CcTLD ».

## Structure
L'inscription au nom de domaine peut se faire également au deuxième ou au troisième niveau sous ces noms suivants :
- المغرب. : nom de domaine du Maroc en arabe
- .ma : usage général
- net.ma : fournisseurs d'accès à internet
- ac.ma : établissements de l'éducation nationale et de l'enseignement supérieur
- org.ma : organismes officiels
- gov.ma : gouvernement, ministères et administrations
- press.ma : presse marocaine
- co.ma : entités commerciales